# Pteroplistes acinaceus
Pteroplistes acinaceus är en insektsart som beskrevs av Henri Saussure 1877. Pteroplistes acinaceus ingår i släktet Pteroplistes och familjen syrsor. Inga underarter finns listade i Catalogue of Life.